# Najas halophila
Najas halophila är en dybladsväxtart som beskrevs av L.Triest. Najas halophila ingår i släktet najasar, och familjen dybladsväxter. Inga underarter finns listade.